# Fiskalvertretung
Eine Fiskalvertretung ist ein Wirtschaftsbeteiligter, der im Auftrag eines ausländischen Wirtschaftsbeteiligten dessen umsatzsteuerlichen Verpflichtungen gegenüber den einheimischen Steuerbehörden übernimmt.

## Situation in Deutschland
Nach § 22a Umsatzsteuergesetz (UStG) kann ein ausländisches Unternehmen, welches als Schuldner von Einfuhrumsatzsteuer (Anmelder) von Waren auftritt, sich durch bestimmte, gesetzlich festgelegte Wirtschaftsbeteiligte vertreten lassen. Zur Fiskalvertretung sind danach die folgenden Unternehmen zugelassen (§ 3 und § 4 Steuerberatungsgesetz):
- Steuerberater, Steuerbevollmächtigte und Steuerberatungsgesellschaften
- Rechtsanwälte, Wirtschaftsprüfer, Wirtschaftsprüfungsgesellschaften, vereidigte Buchprüfer und Buchprüfungsgesellschaften
- Speditionsunternehmen, soweit sie Hilfe in Eingangsabgabensachen leisten
- sonstige gewerbliche Unternehmen, soweit sie im Zusammenhang mit der Zollbehandlung Hilfe in Eingangsabgabensachen leisten (z. B. Zolldeklaranten, Lagerhalter)

Der ausländische Wirtschaftsbeteiligte muss den Fiskalvertreter vor der umsatzsteuerpflichtigen Transaktion durch Vollmacht ernennen. Weder Auftraggeber noch Auftragnehmer muss dafür ein zugelassener Wirtschaftsbeteiligter sein.
Die als kleiner Fiskalvertreter bezeichnete Lösung steht seit 1997 zur Verfügung. Sie eignet sich für Unternehmen aus Nicht-EU-Staaten, die Waren über eine deutsche Zollstelle in das EU-Zollgebiet einführen, aber in einem anderen Land als Deutschland verkaufen wollen. Um nicht an der deutschen Grenze Einfuhrumsatzsteuer abzuführen, übergeben solche Unternehmen die Abwicklung an einen inländischen Fiskalvertreter, der die Abwicklung als innergemeinschaftliche Lieferung vertritt. Nach der deutschen Regelung kommen nur die folgenden Geschäfte infrage:
- Steuerfreie Einfuhren, an die sich unmittelbar eine innergemeinschaftliche Lieferung anschließt (§ 5 Abs., 1 Nr. 3 UStG)
- Steuerfreie innergemeinschaftliche Erwerbe, an die sich unmittelbar eine innergemeinschaftliche Lieferung anschließt (§ 4b Nr. 4 UStG)
- Steuerfreie grenzüberschreitende Beförderungen von Gegenständen im Sinne des § 4 Nr. 3 UStG, sofern der Unternehmer keine Lieferungen oder sonstige Leistungen bezieht, für die er Vorsteuer nach § 15 UStG abziehen kann.

### Pflichten des Fiskalvertreters
Auf Antrag erhält ein Fiskalvertreter in Deutschland eine gesonderte Steuernummer und Umsatzsteuer-Identifikationsnummer. Unter der gesonderten Steuernummer muss er eine Umsatzsteuererklärung sämtlicher von ihm vertretenen Unternehmen abgeben. Sofern die Umsätze eine entsprechende Höhe erreichen, muss der Fiskalvertreter eine zusammenfassende Meldung (ZM) für die vertretenen Umsätze aufstellen. In allem muss er die einschlägigen Regeln und Gesetze Deutschlands bezüglich der Aufzeichnungs- und Aufbewahrungspflichten erfüllen.

## Situation in Österreich
In Österreich umfassen die Pflichten des Fiskalvertreters nach § 27 des Umsatzsteuergesetz von 1994 die Umsatzsteuer, Lohnabgaben, Flugabgabe, sowie die Versicherungsteuer. Auch besteht für ausländische Wirtschaftsbeteiligte eine Fiskalvertreterpflicht (§ 27.7.1.), wenn diese
- im Gemeinschaftsgebiet weder Wohnsitz noch Sitz oder Betriebsstätte haben und
- steuerpflichtige Umsätze im [österreichischen] Inland tätigen (ausgenommen Leistungen, für die der Leistungsempfänger gemäß § 27 Abs. 4 UStG 1994 haftet)

## Weitere Europäische Union
In anderen Ländern der Europäischen Union gibt es auch die sogenannte Große Fiskalvertretung. Diese ermöglicht auch die Abwicklung von mehrwertsteuerpflichtigen Geschäften im Binnenland, ohne dass hierfür eine Niederlassung gegründet werden müsste. Die lokale Gesetzgebung ist in diesen Fällen ausschlaggebend.